# Patrick Magaud
Pas d'image ? Cliquez ici
Patrick Magaud, né le 1er janvier 1959 à Digne-les-Bains, est un pilote de rallye automobile français.

## Biographie
Il débute en compétition en 1983 sur une Peugeot 104 et remporte sa classe dès sa première course. Il passera en suite de 1984 à 1988 plusieurs saisons en championnat terre sur une Volkswagen Golf GTI avant de revenir sur asphalte en 1989 et de gagner le trophée national Citroën AX deux années consécutives (1989 et 90).
Patrick Magaud roulera en 1991 sur une Peugeot 309 GTI en Championnat de France des rallyes et aura un programme similaire en 1992 sur une Citroën AX officiel. Il continuera de piloter pour cette marque en 1993 et 1994 mais sur Citroën ZX 16v.
En 1995 et 1996, Patrick Magaud court très peu, il est en fait pilote d'essai pour Citroën Sport mais reviendra par la grande porte en 1997 en terminant vice-champion de France sur la toute nouvelle Citroën Saxo Kit-Car. 1998 aurait dû être une grande année pour Patrick avec la Citroën Xsara Kit-Car, mais les revers qu'il subit et la ténacité de son coéquipier (Philippe Bugalski) feront de cette saison une année noire, il ne termine "que" 3e du championnat de France.  En 1999 et 2000, il redevient pilote d'essai et participe au développement de la future Citroën Xsara WRC.
En 2001, Patrick Magaud quitte Citroën pour Ford qui lui confie une Puma S1600 pour le tout nouveau championnat JWRC. Hélas la voiture est peu fiable et laisse souvent Patrick sur le bord de la spéciale. Scénario identique en 2002 en championnat de France super 1600, de plus il souffre de la comparaison avec son jeune équipier Nicolas Bernardi.

## Palmarès
- 2002 - 9e du championnat de France des rallyes S1600  sur Ford Puma S1600;
- 2001 - 11e du Championnat JWRC sur Ford Puma S1600, vice-champion de Formule Rally;
- 1998 - 3e du championnat de France des rallyes sur Citroën Xsara Kit-Car;
- 1997 - Vice-champion de France des rallyes, victoire à la Ronde Cévenole sur Citroën Saxo Kit-Car.